# Flughafen Bamako

i7
i11
i13

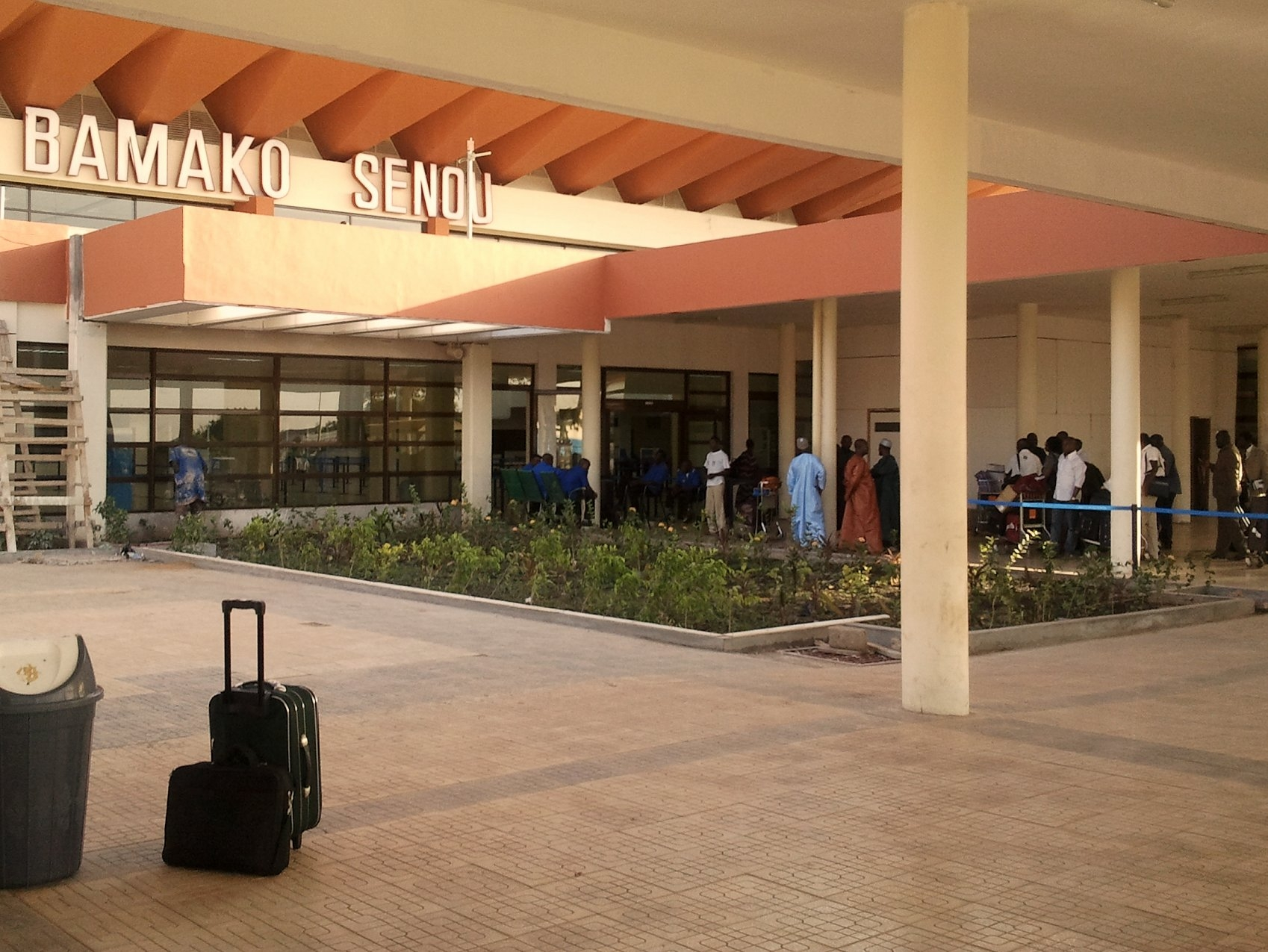
Eingang des Terminals

Der internationale Flughafen President Modibo Keïta – Senou (englisch International Airport President Modibo Keïta – Senou, französisch L'aéroport international President Modibo Keïta – Senou, IATA-Code: BKO, ICAO-Code: GABS) ist ein internationaler Flughafen von Bamako in Mali. Vor 2015 hieß der internationale "Flughafen Bamako-Sénou".

## Lage
Der Flughafen liegt in der Nähe der Stadt Bamako.

## Flugplatzmerkmale
Der Tower (TWR) sendet und empfängt auf der Frequenz 118,3 MHz.
Der Flughafen verfügt über verschiedene Navigationshilfen.
Die Start- und Landebahn 06/24 verfügt über ein Instrumentenlandesystem (ILS).
Das ungerichtete Funkfeuer (NDB) sendet auf der Frequenz 301 kHz mit der Kennung BM.
Das Drehfunkfeuer (VOR) sendet auf Frequenz 113,7 MHz mit der Kennung BKO.
Ein Distance Measuring Equipment (DME) ist vorhanden.

## Fluggesellschaften und Ziele
Folgende Fluggesellschaften fliegen Bamako derzeit an:
- Aigle Azur
- Royal Air Maroc
- Asky Airlines
- Ethiopian Airlines
- Air France
- Air Côte d’Ivoire
- Mauritania Airlines International
- Kenya Airways
- Turkish Airlines
- ECAir
- Tunisair
- Air Burkina
- Cargolux
- Air Algérie

## Zwischenfälle
Laut ASN sind drei tödliche Unfälle in der Nähe des Flughafens bekannt.
- Am 24. Juli 1971 kollidierte eine Douglas DC-3/C-47A-90-DL der Air Ivoire (Luftfahrzeugkennzeichen 6V-AAP) kurz nach dem Nachtstart vom Flughafen Bamako mit einem Hügel. Alle sechs Insassen starben.[2]

- Am 31. Mai 1981 verunglückte eine algerische Regierungsmaschine des Typs Dassault Falcon 20C (7T-VRE) beim Landeanflug in schlechtem Wetter. Dabei kamen drei der sechs Insassen ums Leben. Der algerische Außenminister Mohamed Seddick Benyahia überlebte den Unfall.[3]

- Am 21. Juni 1983 verunglückte eine de Havilland Canada DHC-6-300 Twin Otter der Air Mali (TZ-ACH) bei Niela, etwa 50 Kilometer vom Flughafen Bamako entfernt. Nähere Einzelheiten sind derzeit nicht verfügbar. Das Flugzeug wurde irreparabel beschädigt. Alle 7 Insassen, zwei Besatzungsmitglieder und 5 Passagiere, kamen ums Leben.[4]

- Am 21. Juni 1983 schlug eine De Havilland Canada DHC-6-300 Twin Otter der Air Mali (TZ-ACH) etwa fünfzig Kilometer vor der Landebahn des Flughafens auf. Alle sieben Insassen kamen ums Leben.[5]